# Cerkiew św. Mikołaja Dobrego w Kijowie
Cerkiew św. Mikołaja Dobrego – niezachowana do naszych czasów cerkiew prawosławna w Kijowie, przy ulicy Pokrowśkiej.

## Historia
Nie jest ustalone jednoznacznie, kiedy przy ulicy Pokrowśkiej powstała pierwsza cerkiew pod wezwaniem św. Mikołaja, ani dlaczego imię patrona zostało opatrzone nietypowym przymiotnikiem „dobry”. Według jednej z legend świątynia istniała już w XII stuleciu i to w niej mieszczanin nazwiskiem Dobryk uwolnił swojego sługę-Połowca, zobowiązując go jednak do zapłacenia wykupu poprzez złożenie przysięgi na ikonę św. Mikołaja. Połowiec, muzułmanin, nie dotrzymał obietnicy. Wówczas zaczął ukazywać mu się święty Mikołaj Cudotwórca, przypominając o dobroci jego pana. Połowiec powrócił do Kijowa i oddał należną sumę pieniędzy, zaś Dobryk uznał to wydarzenie za dowód mocy wstawiennictwa świętego. Według innych znanych wersji drewniana cerkiew na miejscu późniejszej, murowanej, pochodziła z XVII w. Jej fundatorem miał być hetman kozacki Kiszka, który wzniósł świątynię jako wotum dla św. Mikołaja za wyzwolenie z niewoli tureckiej. Inna legenda mówi o istnieniu przy siedemnastowiecznej cerkwi szpitala dla ubogich, prowadzonego przez mnichów prawosławnych znanych z dobroci.

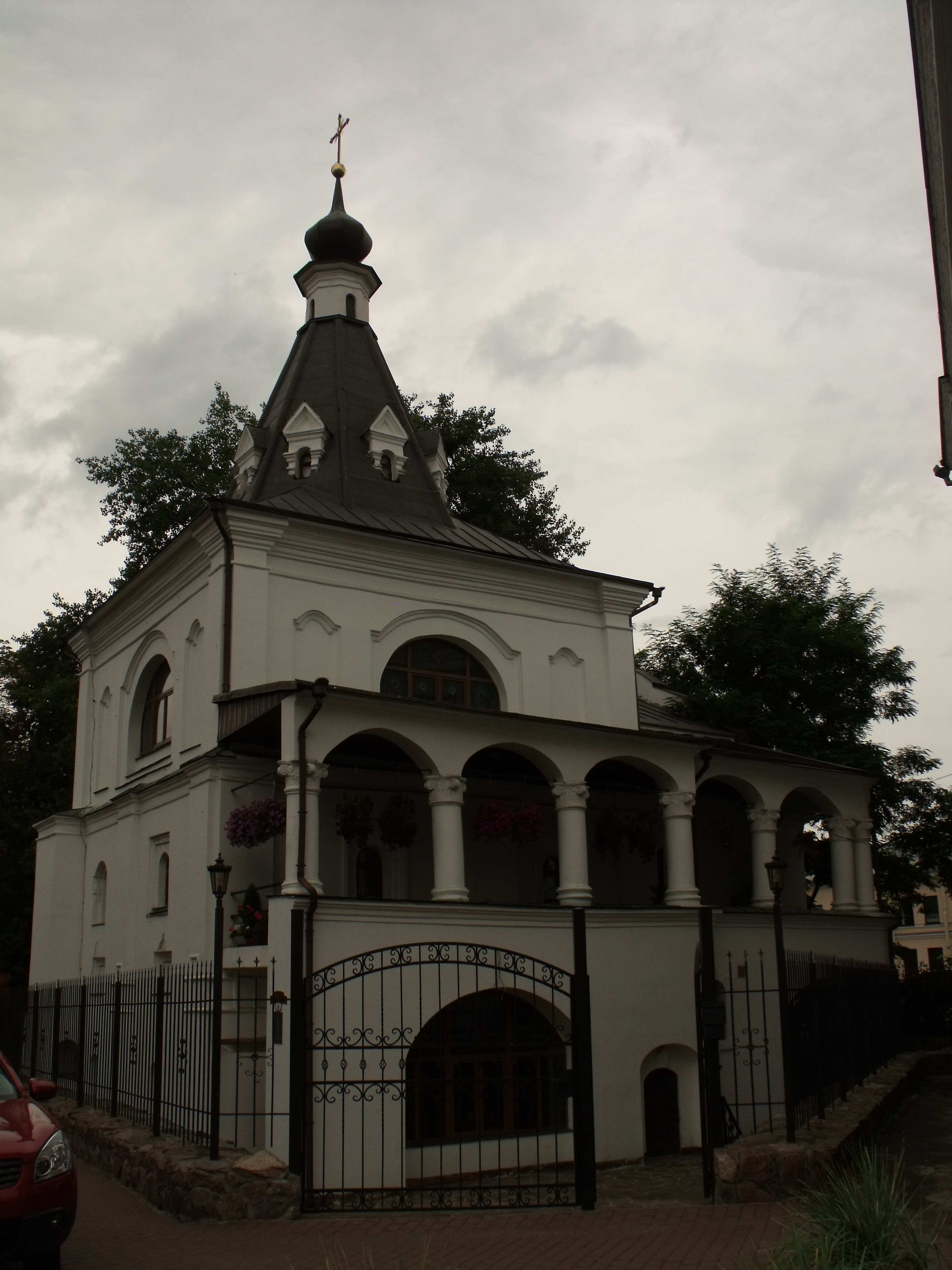
Zachowana dzwonnica cerkwi z kaplicą greckokatolicką

Na miejscu drewnianej cerkwi w 1716 stanęła murowana, której budowę opłacił kapłan prawosławny Symeon Szyryp. Budynek przetrwał do 1799, kiedy jego zły stan techniczny spowodował rozbiórkę i wzniesienie zupełnie nowego obiektu sakralnego, ukończonego w 1807 według projektu Andrija Melenskiego. W 1913 w cerkwi brał ślub pisarz Michaił Bułhakow. W 1935 cerkiew została zniszczona na polecenie stalinowskich władz, a jej ostatni proboszcz, profesor teologii i biblista ks. Aleksandr Głagolew, zamordowany w 1937. Jedynym ocalałym elementem świątyni jest wolno stojąca dzwonnica, wybudowana równocześnie z cerkwią w 1716. W dzwonnicy również znajdowała się kaplica nosząca kolejno imiona św. Szymona Słupnika, św. Barbary, a obecnie św. Mikołaja. Obiekt ten od 1963 posiada status zabytku. Gospodarzem świątyni jest obecnie Ukraińska Cerkiew Greckokatolicka.

## Architektura
Cerkiew reprezentowała styl empire. Wejście do niej prowadziło przez portyk z tympanonem i czterema kolumnami doryckimi. Ponad nawą wznosiła się główna kopuła zwieńczona hełmem i krzyżem prawosławnym, z rzędem półkolistych okien poniżej dachu. Po obydwu stronach wejścia głównego znajdowały się niższe wieże z jońskimi kolumnami podtrzymującymi mniejsze kopuły z krzyżami.